# Resident Evil: Death Island
Pour les articles homonymes, voir Resident Evil (homonymie).
Série
Resident Evil: Vendetta
(2017)
Pour plus de détails, voir Fiche technique et Distribution.
Resident Evil: Death Island (ou Biohazard: Death Island (バイオハザード：デスアイランド, Baiohazādo: Desuairando)) est un film d'animation japonais réalisé par Eiichirō Hasumi sorti en 2023.
Il fait suite à Resident Evil: Vendetta (2017).

## Synopsis
En 2015, l’agent Leon S. Kennedy est chargé de sauver le Dr Antonio Taylor qui a été kidnappé. Ses plans sont perturbés par l'arrivée d'une mystérieuse femme. De son côté, l'agent du BSAA Chris Redfield enquête sur une épidémie de zombies à San Francisco. La cause de l'infection est difficilement identifiable hormis un point commun : toutes les victimes avaient visité le pénitencier fédéral d'Alcatraz. Chris se rend alors sur l'île avec son équipe,.

## Fiche technique
Sauf indication contraire, les informations mentionnées dans cette section peuvent être confirmées par la base de données cinématographiques IMDb,  présente dans la section « Liens externes ».
- Titre original : Biohazard: Death Island (バイオハザード：デスアイランド, Baiohazādo: Desuairando?)
- Titre international anglophone et français : Resident Evil: Death Island
- Réalisation : Eiichirō Hasumi
- Scénario : Makoto Fukami, d'après la série de jeux vidéo Resident Evil de Capcom
- Musique : Rei Kondoh
- Production : n/a
- Sociétés de production : Capcom, Quebico et TMS Entertainment
- Sociétés de distribution : Kadokawa Animation (Japon), Sony Pictures Home Entertainment (États-Unis)
- Budget : n/a
- Pays de production :  Japon
- Langues originales : japonais, anglais
- Format : couleur
- Genre : Horreur, science-fiction, animation
- Durée : 91 minutes
- Dates de sortie[3] :
  - Japon : 7 juillet 2023
  - États-Unis, France : 25 juillet 2023 (vidéo à la demande)
- Classification[4] :
  - États-Unis : R
  - France : Interdit aux moins de 12 ans (sortie VàD : APPLE TV)
Interdit aux moins de 16 ans   (Sortie SVOD : Netflix)

## Distribution

### Voix originales
- Kevin Dorman : Chris Redfield
- Matthew Mercer : Leon S. Kennedy
- Nicole Tompkins : Jill Valentine
- Erin Cahill : Rebecca Chambers
- Stephanie Panisello : Claire Redfield
- Salli Saffioti (en) : Ingrid Hunnigan

## Production
En février 2023, le film est révélé par Sony Pictures Home Entertainment et une bande-annonce exclusive est diffusée par le site IGN. Il est précisé que le film sortira courant 2023, qu'il sera réalisé par Eiichirō Hasumi et écrit par Makoto Fukami. Sony Pictures Home Entertainment distribuera le film dans le monde, excepté au Japon.

## Sortie
Le film sort à Singapour dès le 22 juin 2023, puis à Taiwan le 29. Il est ensuite diffusé au Japon dès le 7 juillet 2023. Il est diffusé dans la plupart du reste du monde dès le 25 juillet 2023 en vidéo à la demande, DVD, Blu-ray et Blu-ray Ultra HD.

## Adaptation en manga
En mai 2023, Capcom annonce une adaptation en manga du film Death Island, publiée mensuellement par Kadokawa Corporation via Niconico. Les dessins sont de ZINO Kodakujii,.